# CooRie
CooRie（クーリエ）は、2002年にrinoと長田直之が結成した音楽ユニット。現在はrinoのセルフプロデュースプロジェクトである。所属レコード会社はランティス、事務所は「Peak A Soul+」に所属していたが2023年3月31日に退所。代表曲は、「未来へのMelody」、「クロス＊ハート」、「メグル」など。

## メンバー
- rino（ボーカル）

元メンバー
- 長田直之（キーボード）元kenoのメンバー、2003年脱退

## 来歴
2002年
- 秋頃、rinoと長田直之によってユニットを結成。

2003年
- 02月26日、1stシングル「大切な願い」でデビュー。
- 04月23日、2ndシングル「流れ星☆」を発売。
- 07月24日、3rdシングル「未来へのMelody」を発売。CooRie名義では初のD.C. 〜ダ・カーポ〜シリーズの楽曲を手掛けた。
- 長田が脱退し、rinoのソロプロジェクトとして再スタートを切り、その後もrino個人の名義で歌を担当したり、楽曲提供なども行っている。

2004年
- 09月29日、初のオリジナルアルバム『秋やすみ』を発売。
- 11月06日 - 7日、秋やすみを発売した記念ライブイベントで自身初の単独ライブ『秋の夜長の…』を開催。

2005年
- 08月24日、7thシングル「暁に咲く詩」を発売。

2006年
- 06月04日 - 12月06日、南青山MANDALAにて自身初のアコースティックライブ『ホップ! ステップ! ひとやすみ』を開催。
- 09月17日、ESP学園本館ホールEにてバースデーライブ『ポップ!ステップ!しゃかりき?』を開催。

2007年
- 10月24日、11thシングル「優しさは雨のように」を発売。オリコン週間シングルチャートで自己最高記録である初登場19位を獲得した。

2008年
- 03月08日、yozuca*との合同ライブ『yozuca*&CooRie LIVE 2008 one another's story』を開催。
- 08月10日、『Animelo Summer Live 2008 -Challenge-』に初参加。
- 11月17日、13thシングル「パルトネール」を発売。本作が自身にとって初のノンタイアップシングルとなった。またこのシングルより、サウンドプロデュースに大久保薫を迎えた。

2009年
- 01月24日 - 06月20日、南青山MANDALAにてアコースティックライブ『夢降ル夜に君想フ』を開催。
- 10月21日、4thアルバム『Imagination Market』を発売。

2010年
- 08月15日 - 01月15日、アコースティックライブ『音速タイムマシンに乗って』を夏編、秋編、冬編に分けて全3公演を開催。
- 10月20日、5thアルバム『Heavenly Days』を発売。本作に収録されている楽曲である「Heavenly Days」は自身初の実写映画のタイアップとなった。

2012年
- 04月27日、シングル「All is Love for you」を発売。

2013年
- 04月03日、デビュー10周年記念ベストアルバム『Brilliant』を発売[2]。

2024年
- 02月25日、南青山MANDALAにて「CooRie 20th Anniversary Acoustic Live『 Vivace 』」を2部構成で開催[3]。

## ディスコグラフィ
rino名義についてはそちらのページを参照。

### シングル
| 枚   | 発売日         | タイトル                                 | 規格品番    | 最高位 |
| ---- | -------------- | ---------------------------------------- | ----------- | ------ |
| 1st  | 2003年02月26日 | 大切な願い                               | LACM-4087   | 171位  |
| 2nd  | 2003年04月23日 | 流れ星☆                                  | LACM-4091   | 55位   |
| 3rd  | 2003年07月24日 | 未来へのMelody                           | LACM-4102   | 31位   |
| 4th  | 2004年03月24日 | あなたと言う時間                         | LACM-4125   | 73位   |
| 5th  | 2004年04月21日 | センチメンタル                           | LACM-4129   | 47位   |
| 6th  | 2005年06月08日 | 光のシルエット                           | LHCM-1008   | 98位   |
| 7th  | 2005年08月24日 | 暁に咲く詩                               | LACM-4211   | 39位   |
| 8th  | 2005年12月21日 | 風 〜スタートライン〜/月明かりセレナード | LACM-4236   | 139位  |
| 9th  | 2006年02月08日 | いろは                                   | LHCM-1016   | 81位   |
| 10th | 2007年01月24日 | クロス＊ハート                           | LHCM-1026   | 76位   |
| 11th | 2007年10月24日 | 優しさは雨のように                       | LACM-4420   | 19位   |
| 12th | 2008年04月23日 | 僕たちの行方                             | LACM-4479   | 31位   |
| 13th | 2008年11月27日 | パルトネール                             | LHCM-1047   | 圏外   |
| 14th | 2009年04月29日 | IF：この世界で                           | LACM-4603   | 48位   |
| 15th | 2009年08月26日 | 星屑のサラウンド                         | LHCM-1067   | 79位   |
| 16th | 2010年01月27日 | めぐり愛逢い                             | LACM-4602   | 126位  |
| 17th | 2010年07月07日 | 夢想庭園                                 | LASM-4056   | 126位  |
| 18th | 2012年04月27日 | All is Love for you                      | CIRCUS-0301 | 圏外   |
| 19th | 2013年02月13日 | メグル                                   | LACM-14062  | 37位   |
| 20th | 2016年05月11日 | BON-BON                                  | LACM-14477  | 83位   |

### アルバム

#### オリジナルアルバム
| 枚  | 発売日         | アルバム                 | 規格品番   | 最高位 |
| --- | -------------- | ------------------------ | ---------- | ------ |
| 1st | 2004年09月29日 | 秋やすみ                 | LHCA-5001  | 39位   |
| 2nd | 2006年06月21日 | トレモロ                 | LHCA-5040  | 73位   |
| 3rd | 2008年01月23日 | 旋律のフレア             | LHCA-5075  | 78位   |
| 4th | 2009年10月21日 | Imagination Market       | LHCA-5111  | 172位  |
| 5th | 2010年10月20日 | Heavenly Days            | LHCA-5121  | 160位  |
| 6th | 2017年12月20日 | セツナポップに焦がされて | LACA-15668 | 圏外   |
| 7th | 2020年09月23日 | NATURAL7                 | LACA-15827 | 252位  |

#### ベストアルバム
| 枚  | 発売日         | タイトル  | 規格品番     | 最高位 |
| --- | -------------- | --------- | ------------ | ------ |
| 1st | 2013年04月03日 | Brilliant | LACA-9279/80 | 97位   |

#### カバーアルバム
| 発売日         | アルバム           | 規格品番   | 最高位 |
| -------------- | ------------------ | ---------- | ------ |
| 2005年03月24日 | 木漏れ日カレンダー | LHCA-5005  | 140位  |
| 2013年12月18日 | melodium           | LACA-15363 | 224位  |
| 2015年12月09日 | melodium2          | LACA-15532 | 294位  |

### コンピレーション
| 発売日         | アルバム                                                                 | 曲                          | 作詞   | 作曲     | 編曲       |
| -------------- | ------------------------------------------------------------------------ | --------------------------- | ------ | -------- | ---------- |
| 2003年12月26日 | dolce                                                                    | 存在                        | rino   | 長田直之 | 長田直之   |
| 2003年12月26日 | Esquisse                                                                 | キスの迷路                  | 畑亜貴 | 長田直之 | 長田直之   |
| 2005年12月21日 | dolce2                                                                   | 記憶ラブレター              | rino   | rino     | 大久保薫   |
| 2006年03月30日 | BLADE DANCER Opening & Ending Theme                                      | 愛花                        | rino   | 土井潤一 | 安瀬聖     |
| 2006年09月21日 | ストロベリー・パニック! オリジナルサウンドトラック                       | Sweetest                    | rino   | rino     | 宅見将典   |
| 2006年10月25日 | divergence                                                               | リトル・モア                | rino   | rino     | chokix     |
| 2007年05月23日 | Songs From D.C.II Spring Celebration                                     | 桜の羽根 〜Endless memory〜 | rino   | rino     | 大久保薫   |
| 2007年08月22日 | Ending Theme+                                                            | ウソツキ                    | rino   | rino     | 大久保薫   |
| 2008年05月28日 | マイポートレイト・イン・君が望む永遠                                     | 想い出に変わるまで          | rino   | rino     | 大久保薫   |
| 2008年07月09日 | dolce3                                                                   | 恋々と…スローモーション     | rino   | rino     | 虹音       |
| 2008年07月09日 | dolce3                                                                   | 柔らかな忘却                | rino   | rino     | 末廣健一郎 |
| 2008年07月09日 | dolce3                                                                   | 桜舞い散る心の中へ          | rino   | rino     | 安瀬聖     |
| 2008年07月09日 | dolce3                                                                   | 雨上がり君のもとへ          | rino   | rino     | 大久保薫   |
| 2009年08月14日 | “文学少女”と夢現の旋律                                                   | 金色の風景                  | rino   | rino     | 大久保薫   |
| 2009年09月30日 | 宙のまにまに キャラクターソング&挿入歌集 星空とハルモニア                | 星のしずく                  | rino   | rino     | 大久保薫   |
| 2009年09月30日 | 宙のまにまに キャラクターソング&挿入歌集 星空とハルモニア                | 光の朝                      | rino   | rino     | 大久保薫   |
| 2009年09月30日 | 宙のまにまに キャラクターソング&挿入歌集 星空とハルモニア                | 想い出プラネタリウム        | rino   | rino     | 大久保薫   |
| 2010年01月27日 | D.C.II Fall in Love 〜ダ・カーポII〜 フォーリンラブ ボーカルミニアルバム | 桜風                        | rino   | rino     | 大久保薫   |
| 2010年04月21日 | ことりラブソングス 〜ことり Love Ex P ボーカルCD〜                       | My Dearest                  | rino   | rino     | 大久保薫   |
| 2011年01月26日 | “文学少女”メモワール サウンドトラックIII -恋する乙女の狂想曲-            | 陽だまり白書                | rino   | rino     | 大久保薫   |
| 2011年06月08日 | 湯乃鷺リレイションズ                                                     | 水性メロディ                | rino   | rino     | rino       |
| 2012年04月27日 | ダ・カーポIII 〜キミにささげる あいのマホウ〜                            | All is Love for you         | rino   | rino     | rino       |
| 2013年04月24日 | D.C.III 〜ダ・カーポIII〜 Original Sound Tracks & Songs                  | メグル (TV size)            | rino   | rino     | rino       |
| 2013年04月24日 | D.C.III 〜ダ・カーポIII〜 Original Sound Tracks & Songs                  | 君に咲く日々                | rino   | rino     | rino       |
| 2013年04月24日 | D.C.III 〜ダ・カーポIII〜 Original Sound Tracks & Songs                  | 君が好き                    | rino   | rino     | rino       |
| 2013年05月01日 | 宇宙戦艦ヤマト                                                           | 宇宙戦艦ヤマト              | 阿久悠 | 宮川泰   | 須藤賢一   |
| 2015年05月13日 | D.C.〜ダ・カーポ〜 スーパーベスト                                        | IF：この世界で              | rino   | rino     | 大久保薫   |
| 2015年05月13日 | D.C.〜ダ・カーポ〜 スーパーベスト                                        | 未来へのMelody              | rino   | 長田直之 | 長田直之   |
| 2015年05月13日 | D.C.〜ダ・カーポ〜 スーパーベスト                                        | 存在                        | rino   | 長田直之 | 長田直之   |
| 2015年05月13日 | D.C.〜ダ・カーポ〜 スーパーベスト                                        | 記憶ラブレター              | rino   | rino     | 大久保薫   |
| 2015年05月13日 | D.C.〜ダ・カーポ〜 スーパーベスト                                        | 暁に咲く詩                  | rino   | rino     | 大久保薫   |
| 2015年05月13日 | D.C.〜ダ・カーポ〜 スーパーベスト                                        | 優しさは雨のように          | rino   | rino     | 大久保薫   |
| 2015年05月13日 | D.C.〜ダ・カーポ〜 スーパーベスト                                        | 僕たちの行方                | rino   | rino     | 大久保薫   |
| 2015年05月13日 | D.C.〜ダ・カーポ〜 スーパーベスト                                        | 桜の羽根 〜Endless memory〜 | rino   | rino     | 大久保薫   |
| 2015年05月13日 | D.C.〜ダ・カーポ〜 スーパーベスト                                        | 桜風                        | rino   | rino     | 大久保薫   |
| 2015年05月13日 | D.C.〜ダ・カーポ〜 スーパーベスト                                        | ひらり涙                    | rino   | rino     | 戸田章世   |
| 2015年05月13日 | D.C.〜ダ・カーポ〜 スーパーベスト                                        | All is Love for you         | rino   | rino     | rino       |
| 2015年05月13日 | D.C.〜ダ・カーポ〜 スーパーベスト                                        | 桜色の願い                  | rino   | rino     | 長田直之   |
| 2015年05月13日 | D.C.〜ダ・カーポ〜 スーパーベスト                                        | メグル                      | rino   | rino     | 長田直之   |

### タイアップ一覧
| 楽曲                        | タイアップ                                                                                                 | 時期   |
| --------------------------- | --- | ------ |
| 大切な願い                  | テレビアニメ『ななか6/17』エンディングテーマ                                                               | 2003年 |
| 流れ星☆                     | テレビアニメ『成恵の世界』オープニングテーマ                                                               | 2003年 |
| ステレオ                    | ラジオドラマ『成恵の世界TV』エンディングテーマ                                                             | 2003年 |
| 未来へのMelody              | テレビアニメ『D.C. 〜ダ・カーポ〜』エンディングテーマ                                                      | 2003年 |
| 存在                        | テレビアニメ『D.C. 〜ダ・カーポ〜』エンディングテーマ                                                      | 2003年 |
| 存在                        | OVA『D.C.if 〜ダ・カーポ イフ〜』前編オープニングテーマ                                                    | 2003年 |
| キスの迷路                  | テレビアニメ『おねがい☆ツインズ』イメージソング                                                            | 2003年 |
| あなたと言う時間            | テレビアニメ『光と水のダフネ』エンディングテーマ                                                           | 2004年 |
| センチメンタル              | テレビアニメ『美鳥の日々』オープニングテーマ                                                               | 2004年 |
| 光のシルエット              | テレビアニメ『絶対少年』オープニングテーマ                                                                 | 2005年 |
| 暁に咲く詩                  | テレビアニメ『D.C.S.S. 〜ダ・カーポ セカンドシーズン〜』エンディングテーマ                                 | 2005年 |
| 記憶ラブレター              | テレビアニメ『D.C.S.S. 〜ダ・カーポ セカンドシーズン〜』エンディングテーマ                                 | 2005年 |
| 風 〜スタートライン〜       | パソコンゲーム『状況開始っ!』オープニングテーマ                                                            | 2005年 |
| 月明かりセレナード          | パソコンゲーム『状況開始っ!』エンディングテーマ                                                            | 2005年 |
| いろは                      | テレビアニメ『びんちょうタン』オープニングテーマ                                                           | 2006年 |
| Sweetest                    | PlayStation 2ゲーム『Strawberry Panic!』オープニングテーマ                                                 | 2006年 |
| リトル・モア                | パソコンゲーム『マブラヴ＜限定解除版＞』EXTRA編珠瀬壬姫ルートエンディングテーマ                            | 2006年 |
| クロス＊ハート              | テレビアニメ『京四郎と永遠の空』オープニングテーマ                                                         | 2007年 |
| 桜の羽根 〜Endless memory〜 | パソコンゲーム『D.C.II Spring Celebration 〜ダ・カーポII〜 スプリング セレブレイション』エンディングテーマ | 2007年 |
| ウソツキ                    | テレビアニメ『School Days』エンディングテーマ                                                              | 2007年 |
| 優しさは雨のように          | テレビアニメ『D.C.II 〜ダ・カーポII〜』エンディングテーマ                                                  | 2007年 |
| 僕たちの行方                | テレビアニメ『D.C.II S.S. 〜ダ・カーポII セカンドシーズン〜』エンディングテーマ                            | 2008年 |
| 想い出に変わるまで          | パソコンゲーム『君が望む永遠 〜Latest Edition〜』第三章エンディングテーマ                                  | 2008年 |
| 恋々と…スローモーション     | テレビアニメ『D.C.II 〜ダ・カーポII〜』挿入歌                                                              | 2008年 |
| 柔らかな忘却                | テレビアニメ『D.C.II 〜ダ・カーポII〜』挿入歌                                                              | 2008年 |
| 桜舞い散る心の中へ          | テレビアニメ『D.C.II S.S. 〜ダ・カーポII セカンドシーズン〜』挿入歌                                        | 2008年 |
| 雨上がり君のもとへ          | テレビアニメ『D.C.II S.S. 〜ダ・カーポII セカンドシーズン〜』最終話エンディングテーマ                      | 2008年 |
| IF：この世界で              | PS2ゲーム『D.C.I.F. 〜ダ・カーポ〜 イノセントフィナーレ』オープニングテーマ                                | 2009年 |
| 金色の風景                  | ライトノベル『“文学少女”シリーズ』イメージアルバム                                                         | 2009年 |
| 星屑のサラウンド            | テレビアニメ『宙のまにまに』エンディングテーマ                                                             | 2009年 |
| 闇に咲く星のように          | テレビアニメ『宙のまにまに』挿入歌                                                                         | 2009年 |
| 星のしずく                  | テレビアニメ『宙のまにまに』挿入歌                                                                         | 2009年 |
| 光の朝                      | テレビアニメ『宙のまにまに』挿入歌                                                                         | 2009年 |
| 想い出プラネタリウム        | テレビアニメ『宙のまにまに』挿入歌                                                                         | 2009年 |
| めぐり愛逢い                | 3D生活空間サービス『ai sp@ce』テーマソング                                                                 | 2010年 |
| 桜風                        | パソコンゲーム『D.C.II Fall in Love 〜ダ・カーポII〜 フォーリンラブ』グランドエンディングテーマ            | 2010年 |
| My Dearest                  | パソコンゲーム『ことり Love Ex P』テーマソング                                                             | 2010年 |
| 夢想庭園                    | アニメ『“文学少女”メモワール』オープニングテーマ                                                           | 2010年 |
| 金色の風景                  | 『“文学少女”と夢現の旋律』イメージソング                                                                   | 2010年 |
| Heavenly Days               | 実写映画『マリア様がみてる』主題歌                                                                         | 2010年 |
| All is Love for you         | パソコンゲーム『D.C.III 〜ダ・カーポIII〜』エンディングテーマ                                              | 2012年 |
| ひらり涙                    | パソコンゲーム『D.C.III 〜ダ・カーポIII〜』挿入歌                                                          | 2012年 |
| 秘密                        | OVA『乙女はお姉さまに恋してる 2人のエルダー THE ANIMATION』エンディングテーマ                              | 2012年 |
| メグル                      | テレビアニメ『D.C.III 〜ダ・カーポIII〜』エンディングテーマ                                                | 2013年 |
| 君に咲く日々                | テレビアニメ『D.C.III 〜ダ・カーポIII〜』第4話挿入歌                                                       | 2013年 |
| 君が好き                    | テレビアニメ『D.C.III 〜ダ・カーポIII〜』第12話挿入歌                                                      | 2013年 |
| 僕らのセカイ                | アニメ映画『AURA 〜魔竜院光牙最後の闘い〜』主題歌                                                          | 2013年 |
| キミとMUSIC                 | iOS『CROSS☓BEATS』、アーケードゲーム『crossbeats REV.』収録                                                | 2013年 |
| 桜色の願い                  | パソコンゲーム『D.C.III P.P. ～ダ・カーポIII プラチナパートナー～』エンディングテーマ                      | 2014年 |
| BON-BON                     | テレビアニメ『田中くんはいつもけだるげ』エンディングテーマ                                                 | 2016年 |
| Rearhythm                   | アーケードゲーム『crossbeats REV. SUNRISE』収録                                                            | 2016年 |

## 出演

### テレビ
- アニぱら音楽館（ゲスト）
- Run Run LAN!（ゲスト）
- アニメTV（ゲスト）

### 参加ライブ
- D.C. 〜ダ・カーポ〜 シークレットライブ（2004年2月8日）
- ダ・カーポ セカンドシーズン サマーフェスティバル2006（2006年7月17日）
- Animelo Summer Live 2008 -Challenge-（2008年8月30日）
- Live Alive Peak A Soul+ vol.01（2010年3月28日）
- ブシロードカードゲームLIVE2012（2012年3月10日）
- SUPER GAMESONG LIVE 2012 -NEW GAME-（2012年5月26日）[4]